# Stopień kompresji
Stopień kompresji (ang. compression rate, CR) – w informatyce stosunek wielkości danych cyfrowych przed kompresją do ich wielkości po kompresji.
{\displaystyle CR={\frac {|{RozmiarPrzedSkompresowaniem}|}{|{RozmiarPoSkompresowaniu}|}}}
Największym stopniem kompresji charakteryzuje się kompresja stratna, ale wtedy stopień kompresji jest odwrotny do zachowanej jakości.